# Domingo de Borja
Juan Domingo de Borja y Doncel, doncel y señor de la Torreta de Canals, fue un noble español valenciano, de origen aragonés procedente de la villa zaragozana de Borja, hijo de Domingo I de Borja y de su esposa Caterina Doncel. 
Era integrante de la noble familia Borja, la cual pasó a instalarse en el reino de Valencia después de participar en su conquista junto al rey Jaime I de Aragón.

## Matrimonios y descendencia
Casó en primeras nupcias con Caterina [...], que falleció en 1370, sin sucesión. Casó en segundas nupcias con Francina Llançol, también natural de Valencia, con quien cinco hijos:
- Isabel de Borja i Llançol, que se casó con su primo Jofré de Borja i Escrivà, conocido igualmente como Jofré Llançol i Escrivà (hijo de Roderic Gil de Borja i Fennolet y de Sibilia de Escrivà i Pròixita); la pareja tuvo cinco hijos.
- Alfonso de Borja i Llançol (1378-1458), el cual llegaría a ser papa, con el nombre de Calixto III.[1]
- Catalina de Borja i Llançol, contrajo matrimonio con Juan de Milà i Centelles, IV barón de Masalavés y I señor de Albaida. Fueron padres de seis hijos.
- Francisca de Borja i Llançol.
- Juana de Borja i Llançol, contrajo matrimonio con Mateu Martí, oriundo de Játiva, sin sucesión.